# 勝俣功
勝俣 功（かつまた いさお、1937年8月24日 - ）は神奈川県出身のプロゴルファー。

## 来歴
1959年にプロ入りすると、同年の報知プロ新人で杉本英世を抑えて初優勝し、3年目の1961年には海野憲二・今田慶之助をプレーオフで破って同大会2勝目を挙げる。
1961年には中日クラウンズで初日第1ラウンド69と好位置に着け、第2ラウンドでは6番でチップインバーディを奪うなどアウトだけで4バーディ、通算5アンダーの快進撃を演じる。18番では左ラフからの第2打をOBとしたが、それでも通算3アンダーで単独首位に立った。最終日には固いグリーンにスコアを崩し、第3ラウンドまでは1つスコアを落とし通算2アンダーとしたものの首位をキープしたが、石井朝夫、オービル・ムーディ（ アメリカ合衆国）に次ぐ3位に入った。
日本オープンでは最終日は小野光一・細石憲二、謝永郁・陳清波（ 中華民国）と共に同スコアで並ぶ大接戦になり、日没にも決着がつかなかった。暗闇の中でプレーオフが行われた結果、自動車のヘッドライトの下で細石の優勝が決まり 、勝俣は惜しくも2位タイとなるが、ホールカップをライトで照らしながらの「暗闇のプレーオフ」は現在も語り継がれている。
以降も関東のトッププロとして活躍し、1962年の読売国際では初日に3アンダー69でゲーリー・プレーヤー（ 南アフリカ共和国）のコースレコードを破ると同時にアル・ボーディング（ カナダ）と小針春芳を1打差でリードして首位に立ち、2日目には77を叩いてピーター・トムソン（ オーストラリア）から6打差の10位タイに後退したが、3日目にはイーブンパー72で7位タイに浮上。11月には石井・小野・杉原輝雄・林由郎・宮本省三と共に、埼玉県比企郡滑川町に開場した高根カントリー倶楽部の18ホールストロークプレーの記念競技に招待出場。
1964年はフィリピンオープンで初日をイーブンパーの72でスタートし、首位のボブ・チャールズ（オーストラリア）の4打差、ダグ・サンダース（アメリカ）と並んでの4位タイとなった。3日目には73を打ってスコアが上がったにもかかわらず、サンダース、トムソンと並び3位タイに浮上したが首位チャールズとは6打差となり 、最終日は6位タイに終わった。
キャピトルヒルズオープンでは3日目に再び優勝争いに加わるも首位タイのトムソン・石井に5打差をつけられ、最終日には再び低調なプレーを見せたが、75を記録し10位タイ に終わった。翌週のシンガポールオープンでは72でフランク・フィリップス（オーストラリア）と3打差の8位タイからスタートし、激しい雨に見舞われた2日目には74を打ったが、首位タイのラルフ・モフィット（ イングランド）、ブライアン・ハゲット（ ウェールズ）に次ぐ3位タイに浮上。3日目には75を打ったが、首位ハゲットの4打差で優勝争いに残った。8月には同年のカナダカップ日本代表の補欠選手に選出された。
1965年のシンガポールオープンでは3日目終了時点で首位の橘田規とは9打差であったが、最終日には6アンダー67を放って4位となった。
1966年のシンガポールオープンでは最終日に1アンダー70を記録し、フィリップスの4位タイでフィニッシュ。マレーシアオープンでは1アンダー71でスタートし9位タイとなり、1アンダーのまま入った最終日に2アンダー70を叩き出し、優勝したハロルド・ヘニング（南アフリカ）と7打差、細石と並んでの5位タイ に浮上。
1967年のタイランドオープンでは71で首位の許渓山（中華民国）から3打差の4位タイに着け、最終的には292で7位に終わった。
1970年の香港オープンでは2日目終了時点では2アンダー138で首位の安田春雄から4打差となり、3日目で彼は5バーディ、1ボギーの66を叩き出し、ブルース・フライシャー（アメリカ）と安田を1つ上回る首位に浮上。最終日には1バーディ、2ボギーという不安定なスタートを切ったが、バックナインで安定して1アンダー35を記録し、勝俣はイーブンパー70で安田を1つ破って優勝。2位に安田、3位に河野高明、4位に島田幸作と日本人が上位を独占する。勝俣は勝った直後にギャラリーから騒々しい歓声で迎えられ、試合後には「私の夢がかなった」「私はとても幸せな男です。」と語った。
1972年のファーストフライトではホールインワン賞100万円がかかった15番でホールインワンを決めたが、提出したスコアカードに誤記があり痛恨の失格となる。当時、100万円のホールインワン賞といえば破格で、小さなトーナメントの優勝賞金に匹敵するほどの額であり、ファーストフライトでは単独2位の賞金が丁度100万円であった。失格となったため100万円は貰えなかったが、主催者の温情で“残念賞”として15万円が贈られた。
1971年から関東プロゴルフ協会役員として協会の運営に携わり、1984年以降は日本プロゴルフ協会の理事としてトーナメント管理委員長、1987年からは副会長に就任。協会の中心的役割を担い、ゴルフの普及振興に多大な貢献をしたほか、トーナメント管理委員長歴任中は現在のツアー競技の基礎を築き上げ、多数の新規競技を立ち上げた。特にプロゴルフ競技を通じてのプロゴルファーによる社会的貢献活動を提唱し、チャリティ活動を目的とした「PGAフィランスロピートーナメント」の新規開催に尽力した。
1990年には日本プロスポーツ大賞功労賞、2004年にはスポーツ功労者文部科学大臣顕彰を受賞。
ゴルフコース設計者としても活躍し、1993年にはタイ・バンコク近郊に開場したサワンリゾート&ゴルフクラブ  を監修。全体的に周囲の木が主張をしつつ、フェアウェイはフラットながらも若干の起伏があり、バンカーの形も綺麗でまたハザードの配置が緻密で、中上級者は楽しくプレーできる設計となっている。

## 主な優勝
国内
- 1959年 - 報知プロ新人
- 1961年 - 報知プロ新人

海外
- 1970年 - 香港オープン